# Anopsicus elliotti
Anopsicus elliotti là một loài nhện trong họ Pholcidae. Loài này được phát hiện ở México.